# Jónas Jónasson

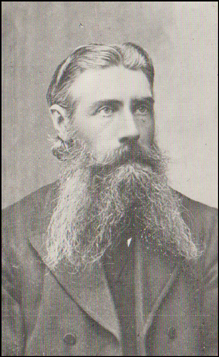
Jónas Jónasson

Jónas Jónasson, född 7 augusti 1856 i Eyjafjörður, död 4 augusti 1918, var en isländsk författare. 
Jónas studerade vid teologiska seminariet i Reykjavik och tog dimissionsexamen 1883, blev präst och med tiden prost på Suðurland, men verkade från 1908 som historielärare vid realskolan i Akureyri. Hans debutverk var en liten sannsaga Gletni lífsins (Livets gyckelspel; i tidningen "Iðunn", 1885), följd av en hel rad, varav tio är samlade till en bok, Ljós og skuggar (Ljus och skuggor, 1915). Därjämte utgav han den historiska berättelsen Randíðr i Hvassafelli (1892), med ämne från 1400-talet och striden mellan de katolska biskoparna och de världsliga myndigheterna, samt romanen Jón halti (Jon halte). 
Jónas räknade sig själv till de "mindre profeterna", men han var god skildrare av isländskt folkliv och isländska skaplynnen, mycket saklig och verklighetstrogen, men med mörk syn på livet och människorna. Han utarbetade även Ný dönsk orðabók með íslenzkum þýðingum (1896), ett för sin tid mycket förtjänstfullt verk.